# Kunje (Angola)
Pour les articles homonymes, voir Kunje.
Kunje est une ville dans la province de Bié du sud-est de l'Angola. C'est la ville natale du président actuel de l'Unita, Isaías Samakuva. 
La région autour de Kunji abrite  également une quantité considérable de mines terrestres non explosées.